# 불행한 사건의 연속

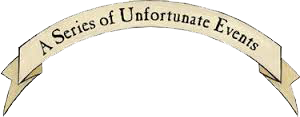

《불행한 사건의 연속》(영어: A Series of Unfortunate Events)은 1999년 미국에서 출판된 레모니 스니켓의 소설로 대니얼 핸들러(레모니 스니켓의 필명)에 따르면 어린이 대상의 소설 시리즈이다. 방화 사건으로 부모를 잃은 후 바이올렛, 클라우스, 써니 보들레어의 혼란스런 삶을 다룬 소설이다. 아이들은 먼 사촌인 올라프 백작에 의해 갇히게 되며, 그는 아이들의 유산을 가로채기 위해 아이들을 학대하고, 공공연한 음모를 꾸민다.
전 세계에서 6000만부 이상의 판매고를 올렸다. 한국에서는 2009년 문학동네에서 《레모니 스니켓의 위험한 대결》이라는 제목으로 발간되었다. 작품 중에 사용한 단어의 의미에 대해 곳곳에서 자세히 설명했고, 불행한 이야기에 재미있게 전체를 압축하고 있다.

## 시리즈
시리즈는 다음과 같이 13권이다. (한글 제목은 문학동네어린이 출판사 기준)
1. 눈동자의 집 (The Bad Beginning, 1999)
2. 파충류의 방 (The Reptile Room, 1999)
3. 눈물샘 호수의 비밀 (The Wide Window, 2000)
4. 수상한 제재소 (The Miserable Mill, 2000)
5. 공포의 학교 (The Austere Academy, 2000)
6. 어둠의 거리 667번지 (The Ersatz Elevator, 2001)
7. 사악한 마을 (The Vile Village, 2001)
8. 죽음의 병원 (The Hostile Hospital, 2001)
9. 살벌한 유원지 (The Carnivorous Carnival, 2002)
10. 위험한 비탈길 (The Slippery Slope, 2003)
11. 으스스한 동굴 (w:The Grim Grotto, 2004)
12. 위기의 호텔 (The Penultimate Peril, 2005)
13. 위험한 대결 (The End, 2006)

## 영화
- 레모니 스니켓의 위험한 대결

영화로도 제작되었다고 한다.

## 같이 보기
- 샤를 보들레르